# Erkan Taşkıran
Erkan Taşkıran (* 22. April 1985 in Izmir) ist ein türkischer Fußballspieler.

## Karriere
Erkan Taşkıran begann mit dem Vereinsfußball in der Jugend von Çamdibi Altınok SK, hier wurde er 2001 von den Scouts Gençlerbirliği Ankaras gesichtet und anschließend in die Jugend der Hauptstädter geholt. Zur Saison 2003/04 erhielt er einen Profivertrag, wurde aber nach dem Vorbereitungscamp für die anstehende Saison in die Reservemannschaft abgegeben.
In der Winterpause gab man ihn an den Viertligisten Gençlerbirliği OFTAŞ ab. Hier wurde er sporadisch eingesetzt. Zum Saisonende stieg er mit seinem Klub in die TFF 2. Lig auf. In der Spielzeit 2004/05 kam er lediglich in zwei Ligaspielen zum Einsatz.
Zur Winterpause wurde er Leihgabe für eineinhalb Spielzeiten an den Ligakonkurrenten Marmaris Belediyespor abgegeben.
Zur Saison 2007/08 wechselte er zum Drittligisten Bucaspor. Hier gelang in der Saison 2008/09 die Meisterschaft der TFF 2. Lig und damit der Aufstieg in die TFF 1. Lig. Diesen Erfolg konnte man in der neuen Saison wiederholen, so stieg man als Zweiter der TFF 1. Lig in die Süper Lig auf. Nachdem sein Verein zum Ende der neuen Saison den Klassenerhalt in der Süper Lig nicht geschafft hatte, verließ Taşkıran den Klub.
Zur anstehenden Saison 2011/12 löste er seinen Vertrag mit Karabükspor auf und wechselte zum Erstligisten Karabükspor. Obwohl er seither kein Stammspieler ist, wird er regelmäßig eingesetzt.
Anfang 2012 kehrte er zu seinem ehemaligen Verein Bucaspor zurück und unterschrieb hier einen Dreijahresvertrag.
Bucaspor verließ Taşkıran bereits nach einer Saison und wechselte in die Süper Lig zu Akhisar Belediyespor.
Bereits nach einer Saison kehrte er zur Saison 2014/15 wieder zu Bucaspor zurück.